# ストーン＝ワイエルシュトラスの定理
数学におけるストーン・ワイエルシュトラスの定理（英語: Stone–Weierstrass theorem）とは、局所コンパクト空間上の連続関数の代数系における部分代数の稠密性に関する定理である。
ワイエルシュトラスの近似定理がその原型であり、1937年にマーシャル・ストーンによって大幅に一般化された現在の形の結果が得られた。
ストーン・ワイエルシュトラスの定理は、局所コンパクトハウスドルフ空間 X 上定められた複素数値の連続関数の代数系 C(X) の部分代数 A が一様収束の位相に関して稠密になるための十分条件として、
1. Aの元によって X の任意の異なる点が分離されること
2. 関数の複素共役をとる操作について A が閉じていること

の二つが両立していること、を挙げている。Xが実閉区間であるとき多項式関数のなす代数系は上記の条件を共に満たすため、ワイエルシュトラスの近似定理はストーン・ワイエルシュトラスの定理の特別な場合になっている。

## ワイエルシュトラスの近似定理
ワイエルシュトラスの近似定理（、英: Weierstrass approximation theorem）は連続関数の多項式近似に関する定理である。
ワイエルシュトラスの近似定理は、閉区間上のどんな連続関数も多項式関数によって任意の精度で一様に近似できることを述べている。
f を閉区間 [a, b] 上の連続関数とせよ。任意の ε > 0 について多項式 p であって、[a,b] の任意の点 x に対し| ƒ(x) − p(x) | < ε を満たすようなものが存在する。
言い換えると閉区間上の連続関数のなす集合において、多項式からなる部分集合は一様ノルム（の誘導する距離）に関して稠密である。したがって、そのような連続関数に対しては一様収束する多項式列が存在する。ワイエルシュトラスは {\displaystyle e^{-x^{2}}} に代表されるような良い減少性をもつ関数の高階微分によって表される積分作用素によって、与えられた関数 f を近似するような多項式たちの係数を与えた。
この定理はカール・ワイエルシュトラスによりワイエルシュトラス変換（、英: Weierstrass transform）を用いて証明された（Weierstrass 1885）。現在ではバーンスタイン多項式かフェイェールの定理を使って証明されることが多い。

## 実の場合のストーン・ワイエルシュトラスの定理
閉区間[a,b]上の連続関数のなす集合は sup-ノルムによってバナッハ環になる。つまり、このノルムに関して位相線型空間として完備であり、各点での値の積をとることによって定まる環の構造について ||fg|| < ||f||·||g||が成り立っているということである。ワイエルシュトラスの近似定理とは、このバナッハ環の中で多項式関数のなす部分環が稠密であるということをのべている。
ストーンは任意のコンパクトハウスドルフ空間 X に対し、その上の実数値連続関数のなす環 C(X,R) を考察した。この環は sup-ノルムに関してバナッハ環となっているが、その部分環 A が稠密になるための決定的な条件とは A が X の点を分離すること、であるということをストーンは見いだした。これはすなわち、 X の異なる二つの点 x, y について A の元 f であって f(x) と f(y) とが異なるようなものが存在することである。
ストーン・ワイエルシュトラスの定理は以下のように述べられる。
X をコンパクトハウスドルフ空間とし、A を C(X,R)の部分環であって 0 でない定数関数を含むものとせよ。そのとき、A が X の点を分離することと、Aが C(X,R)で稠密であることとは同値である。
C(X,R)の部分環A に対し、Aの任意の元が連続になるような最も粗い位相をX上に考えると、上の条件はこの位相がハウスドルフ位相になることと言い換えられる。したがって、ストーンが述べていることだが、この位相が X の元々の位相に一致することと、定数関数を含む部分環 A の稠密性とは同値になる。
Xとして閉区間 [a,b]をとるとき、多項式関数のなす環は定数関数を含んでかつ X の点を分離するので、ストーン・ワイエルシュトラスの定理はワイエルシュトラスの近似定理の拡張になっている。

### 複素の場合のストーン・ワイエルシュトラスの定理
コンパクトハウスドルフ空間上の複素数値連続関数のなす環についても部分環の稠密性を導く同様の定理が知られている。
X をコンパクトハウスドルフ空間とし、A をX 上の複素数値連続関数環 C(X,C) の部分環で定数関数をふくむものとする。Aが複素共役について閉じており、X の各点を分離するならば A は C(X,C) の sup-ノルムに関して稠密である。
この定理は実の場合のストーン・ワイエルシュトラスの定理と同値になる。実際、上のように A が複素共役について閉じたC(X,C) の部分環であるとき、Aの任意の元の実部は再び A に属するし、C(X, R) の部分環 B がX の各点を分離するならば A = B + i B は上の条件を満たすからである。

### 局所コンパクト空間に対するストーン・ワイエルシュトラスの定理
局所コンパクト空間上の連続関数で無限遠で消えているようなものに対しても同様の稠密性の条件を与える定理が成り立っている。非コンパクトな空間に対しては定数関数は無限遠で消えていないため、対応する条件は X の任意の点 x に対して部分環に属する関数 f で f(x) ≠ 0 となるようなものがあるかどうか、ということになる。こちらの条件は稠密性の必要条件を与えてもいる。
X を局所コンパクト空間とし、 AをC0(X, R)の部分環とせよ。AがX の任意の点を分離し、任意の点に対してAの元であってそこで消えないようなものが存在するとき、およびその時に限りA は sup-ノルムに関して稠密である。

## 例
ストーン・ワイエルシュトラスの定理の仮定は以下のような場合に満たされている。
- T = { z ∈ C : | z | = 1 } とする。A が円周上のローラン多項式 {\displaystyle \sum _{n\in X\subset \subset \mathbb {Z} }a_{n}z^{n}} のなすC(T, C) の部分環のとき。
- X と Y とをコンパクトハウスドルフ空間とする。A が、有限個の C(X)の元 f1, f2, …, fnと同数の C(Y) の元 g1, g2, …, gn との積の和 ∑figi の形に書かれるような C(X × Y) の元からなる部分環であるとき。

複素の場合のストーン・ワイエルシュトラスの定理について、複素共役に関する条件が必要なことは以下のような例からわかる。
- Aが解析的多項式{\displaystyle \sum _{n\in X\subset \subset \mathbb {N} }a_{n}z^{n}}からなるC(T, C) の部分環のとき、Aは T の各点を分離するが C(T, C) の中で稠密ではない。実際、C(T, C) の元{\displaystyle {\bar {z}}}と、Aの任意の元 f との間に {\displaystyle |{\bar {z}}-f|_{\infty }\geq 1}が成り立っている。

### 原著論文
- WeierstrassK.「Über die analytische Darstellbarkeit sogenannter willkürlicher Functionen einer reellen Veränderlichen」『Sitzungsberichte der Königlich Preußischen Akademie der Wissenschaften zu Berlin』II、1885年。

Erste Mitteilung (第一部) pp. 633–639, Zweite Mitteilung (第二部) pp. 789–805.
- Stone, M. H. (1937), “Applications of the Theory of Boolean Rings to General Topology” (PDF), Transactions of the American Mathematical Society (American Mathematical Society) 41 (3):  375–481, doi:10.2307/1989788 2010年12月4日閲覧。.
- Stone, M. H. (1948), “The Generalized Weierstrass Approximation Theorem”, Mathematics Magazine 21 (4):  167–184, doi:10.2307/3029750; 21 (5), 237–254.
- Pérez, Dilcia; Quintana, Yamilet (2008), “A survey on the Weierstrass approximation theorem” (PDF), Divulgaciones Matemáticas (Department of Mathematics of Universidad del Zulia) 16 (1):  231-247 2010年12月4日閲覧。.

### 参考書籍
- 日本数学会 編『岩波数学辞典』（第4版）岩波書店、2007年。ISBN 978-4-00-080309-0。 74.B